# Alberto López Aroca
Alberto López Aroca (Albacete, 28 de marzo de 1976) es un escritor español, conocido sobre todo por sus libros de terror, ciencia ficción y novela negra, y también por su obra sherlockiana. Desde 2017, es director de la revista Ulthar, dedicada a la literatura de fantasía, terror y ciencia ficción.

## Novelas
- 2024 - Los papeles póstumos. Apocrypha deliramenta (Academia de Mitología Creativa "Jules Verne", 2024). En colaboración con Juan Carlos Monroy Gil.
- 2013 - Los náufragos de Venus (Academia de Mitología Creativa Jules Verne de Albacete, 2013)[2][3]
- 2013 - Sherlock Holmes: El ‘Gang’ de los Monstruos (con el heterónimo de Vince Harley;[4] Colección Sherlock Holmes, Academia de Mitología Creativa Jules Verne de Albacete, 2013)
- 2013 - Cuatreros de Venus (con el heterónimo de Norm Eldritch;[5] Bisonte Futuro, Academia de Mitología Creativa Jules Verne de Albacete, 2013)
- 2012 - Charlie Marlow y la rata gigante de Sumatra (Academia de Mitología Creativa Jules Verne de Albacete, 2012)[6][7]
- 2012 - Necronomicón Z (Dolmen Editorial, 2012)[8]
- 2012 - Estudio en Esmeralda (Ilarión Ediciones, 2012)[9]
- 2011 - Sherlock Holmes y los zombis de Camford (Dolmen Editorial, 2011)[10]
- 2010 - Candy City (Ilarión Ediciones, 2010)[11]
- 2009 - Card Nichols investiga... el misterio de la armadura pródiga (QVE, 2009)
- 2002 - Medio kilo y una pipa (Ediciones Fábulas Extrañas, 2002)
- 2001 - El placer según Mateo (Ediciones Fábulas Extrañas, 2001)

## Novelettes
- 2022 - La araña de los contenedores. Edición especial y gratuita para el Día del Libro 2022. Edición numerada de 100 ejemplares, firmados por el autor. (Librería Legend y Alberto López Aroca, E., 2022)[12]
- 2012 - La rata gigante de Sumatra en el Oeste (con el heterónimo de Norm Eldritch; Bisonte Futuro, Academia de Mitología Creativa Jules Verne de Albacete, 2012)[13]
- 2001 - Ivan Muvi, Ediciones Ayvelar, Albacete, 2001.

## Libros de relatos
- 2023 - Lugares peligrosos (Academia de Mitología Creativa "Jules Verne", 2023).[14]
- 2016 - Archetypal Magazine (Academia de Mitología Creativa "Jules Verne", 2016).[15]
- 2014 - El placer según Mateo y otras historias de horror sobrenatural (Academia de Mitología Creativa "Jules Verne", 2014).[16]
- 2005 - Nadie lo sabrá nunca (Ediciones Fábulas Extrañas, 2005)[17]
- 2004 - Los espectros conjurados (Ediciones Fábulas Extrañas, 2004. Segunda edición en Academia de Mitología Creativa Jules Verne, 2014)[18]
- 2003 - A por cadáveres (Ediciones Fábulas Extrañas, 2003)[19]
- 2002 - Cuadros de costumbres del siglo XXI (Ediciones Fábulas Extrañas, 2002)[20]

## Recopilaciones de ensayos y pastiches sherlockianos
- 2017 - Cazando ratas: una monografía sobre la vida pública de la rata gigante de Sumatra (2 volúmenes; Academia de Mitología Creativa Jules Verne, abril de 2017)
- 2017 - La otra banda de motas negras: El extraño caso del Dr. Moreno y Mr. Holmes (Academia de Mitología Creativa Jules Verne, enero de 2017)
- 2014 - Sherlock Holmes en España (Academia de Mitología Creativa Jules Verne de Albacete, 2014)
- 2013 - Sherlock Holmes en Rancho Drácula (Academia de Mitología Creativa Jules Verne de Albacete, 2013)
- 2007 - Sherlock Holmes y lo Outré (Academia de Mitología Creativa Jules Verne de Albacete, 2007)[21]
- 2006 - Cuaderno de bitácora del Matilda Briggs (Academia de Mitología Creativa Jules Verne de Albacete, 2006)[22]

## Audiolibros
- 2013 - Casi muertos (un melodrama americano) (Sonolibro, 2013)

## Antologías
- Aquelarre. Antología del cuento de terror español actual. Cuentos de Alfredo Álamo, Matías Candeira, Santiago Eximeno, Cristina Fernández Cubas, David Jasso, José María Latorre, Alberto López Aroca, Lorenzo Luengo, Ángel Olgoso, Félix Palma, Pilar Pedraza, Juan José Plans, Miguel Puente, Marc R. Soto, Norberto Luis Romero, Care Santos, José Carlos Somoza, José María Tamparillas, David Torres, José Miguel Vilar-Bou y Marian Womack. Salto de Página, Madrid, 2010; edición de Antonio Rómar y Pablo Mazo Agüero). ISBN 978-84-15-06502-9

## Como editor
- Siembra negra de Alfonso Tornero. Academia de Mitología Creativa Jules Verne, 2025.
- El manuscrito del profesor Wittembach de Prosper Merimée. Academia de Mitología Creativa Jules Verne, 2024.[23]
- Doctores de lo Oculto (recopilación de obras de Curtis Garland (Juan Gallardo Muñoz). Academia de Mitología Creativa Jules Verne, 2024)
- Vampiros: siete novelas de chupadores de sangre (recopilación de obras de Curtis Garland (Juan Gallardo Muñoz). Academia de Mitología Creativa Jules Verne, 2023)[24]
- Vampiros en España (VV. AA.). (Academia de Mitología Creativa Jules Verne, 2021)[25]
- El increíble viaje de Hareton Ironcastle, por J.-H. Rosny aîné. Traducción de Ana Colchero. Academia de Mitología Creativa Jules Verne, 2021)[26]
- Flaxman Low, detective psíquico, por Kate Prichard y Hesketh Prichard. Traducción de Alberto López Aroca y Ana Colchero. Academia de Mitología Creativa Jules Verne, 2020)[27]
- Hammer Horror (recopilación de obras de Curtis Garland (Juan Gallardo Muñoz). Academia de Mitología Creativa Jules Verne, 2019)[28]
- El hombre del traje gris: los primeros encuentros de Sherlock Holmes y Jack el Destripador, de Arnould Galopin y otros. (Academia de Mitología Creativa Jules Verne y Alberto López Aroca Editor, 2017)
- Jack el Destripador (recopilación de obras de Curtis Garland (Juan Gallardo Muñoz). Academia de Mitología Creativa Jules Verne, 2016) [29]
- Sherlock Holmes en Hope Canyon: una historia detectivesca con doble sentido por Mark Twain. (Nueva edición del pastiche holmesiano A Double-Barrelled Detective Story. Academia de Mitología Creativa Jules Verne, 2015)
- Monstruos en el Oeste (recopilación de obras de Donald Curtis (Juan Gallardo Muñoz). Academia de Mitología Creativa Jules Verne, 2015)